# Kanis
Kanis ókori település Anatóliában (Törökország), régészeti lelőhely Kültepe falu mellett, Kayseritől nem messze, 20 kilométerre délnyugatra. Ismert még Kanesz, Kanes, Kárum Kanes néven. Az akkád kārum szó jelentése „kikötő”, de később ezzel a szóval jelölték a kereskedőtelepeket, kereskedőkolóniákat, a városokban a kereskedelmi negyedeket (lásd Kār-Kamiš). A település 20 kilométerre a mai Kayseritől északkeletre a bronzkorban a Marasszanta (vagy Marasszantija, a klasszikus Halüsz) folyó völgyében keletkezett.

## Asszír kereskedőtelep
Az i. e. 3. évezred második felében asszír kereskedők létesítettek itt kereskedőtelepet. A város a fénykorát az i. e. 20–18. században élte, amikor a kanesi fejedelmi központ (citadella) mellett az alsóvárosban egy asszír kereskedőtelep is virágzott. Ebben az időben az Assurból érkezett kereskedők Anatólia területén 10 nagyobb telepet (kárumot) és 10 kisebb kolóniát (wabartumot) hoztak létre. Kanis az Assurból érkező és oda induló karavánok egyik végállomása volt. A szamárkaravánok Assurból ónt, textíliát és gyapjút hoztak, s oda nemesfémet, elsősorban ezüstöt vittek, Anatólián belül pedig a rezet forgalmazták (Asszíriába nem szállítottak rezet, mert nem érte meg). A kereskedelmi utak biztonságát a helyi uralkodók garantálták megfelelő ellenszolgáltatásért cserében, s egyben a déli vidékek felől jelentkező konkurenciát is távol tartották. Ezenkívül az uralkodóknak minden textiláru 10%-ára előzetes vételi joga is volt. Az asszír kereskedőknek továbbá még 10%-os vámot is kellett fizetniük a kiválasztott árukból. Ez a megállapodás még a csempészekkel kapcsolatban is létezett.

## A település fejlődése
A település az anatóliai Nesza városból – amely az első hettita állam fővárosa volt – és a külső körzetben létesült asszír kereskedőtelepből (kárumból) állt. A nagyjából 4 hektáros területen 500-700 ember lakott, kereskedők és családjaik Asszíriából, Szíriából és Anatóliából. Az asszír férfiak és a keleti nők között számos házasság jött létre házassági szerződéssel. A kereskedőtelepek belső ügyeikben névleg a helyi uralkodóktól és az anyavárostól is független közösséget alkottak, amelyeket a gyűlés, a nagy kereskedőcsaládok fejei irányítottak. Az asszír jogot alkalmazták. Például nem tarthattak házi rabszolgákat.
A régészek a lelőhelyen több mint 10 000, a kolónia családi archívumaihoz tartozó ékírásos táblát tártak fel. Ezek közül a legtöbb üzleti levelezést, különböző leltárakat és végrendeleteket tartalmaz. A leletek egy körülbelül 80 éves időszakból, majd néhány évi vagy évtizednyi szünet után újabb 50 éves időszakból származnak. A város építészetileg alig különbözött más anatóliai településektől. Az épületek alapjaiból néhányat az Anatóliai Civilizációk Múzeumában, Ankarában állítottak ki.

## Galéria

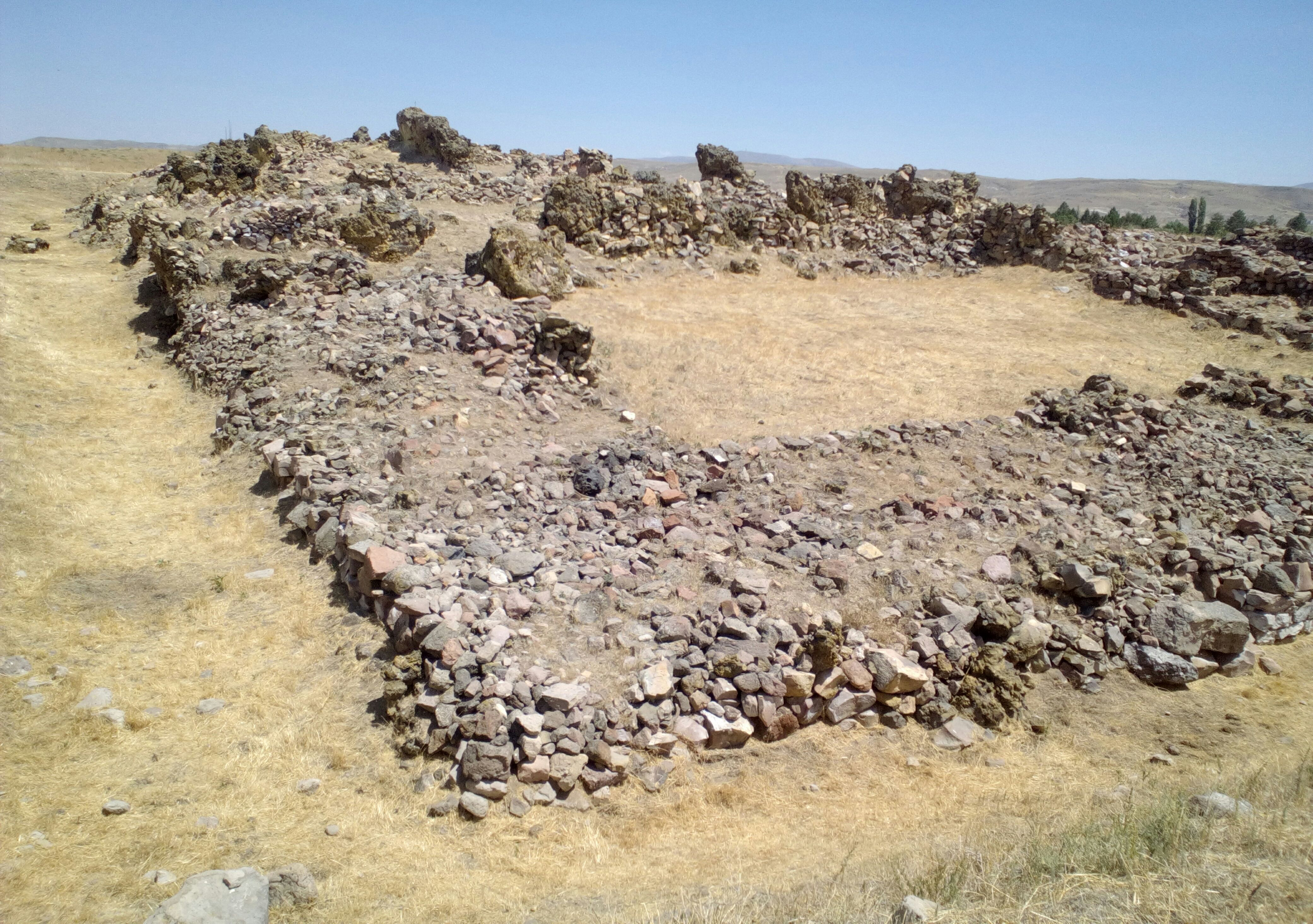
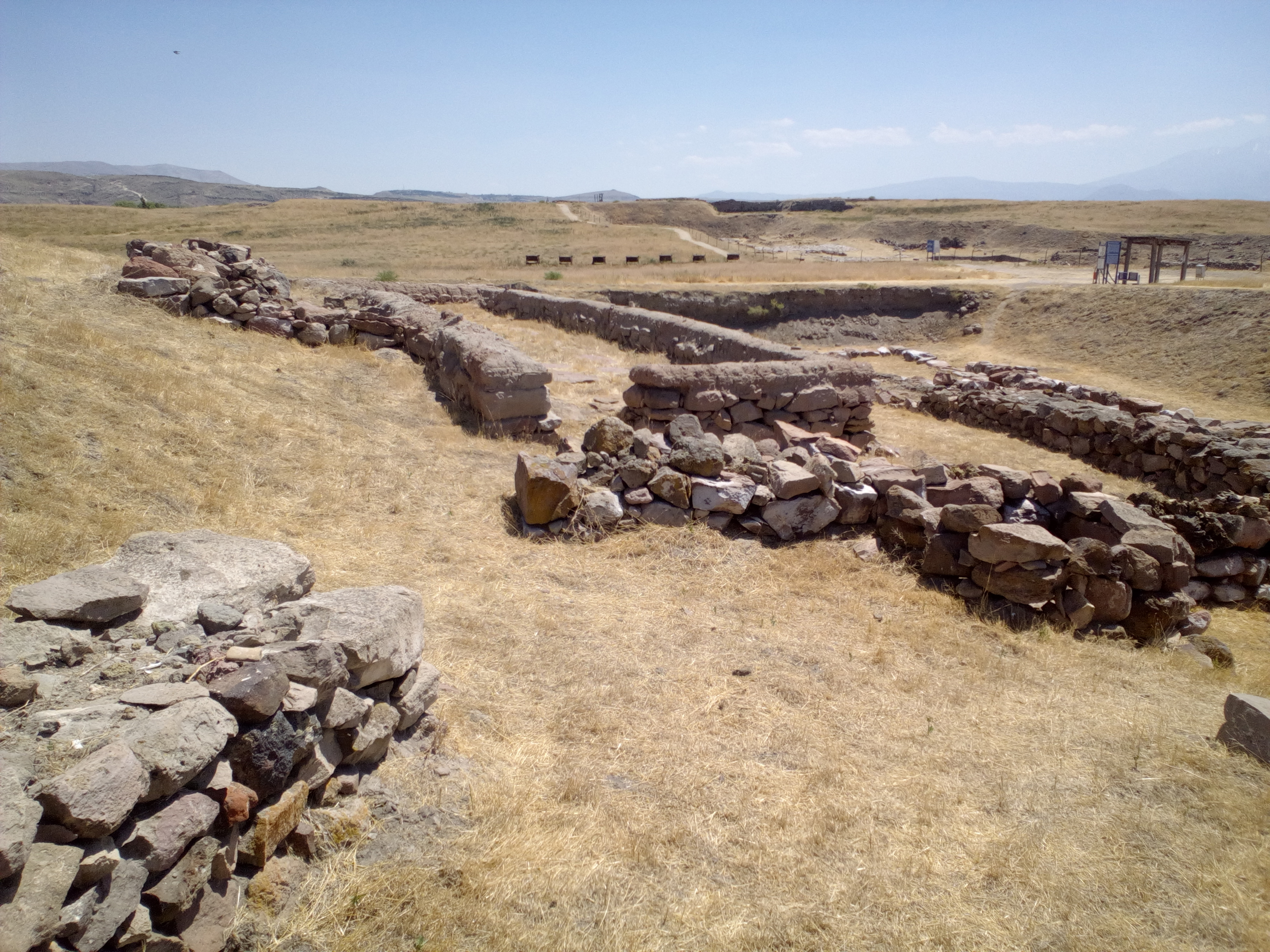
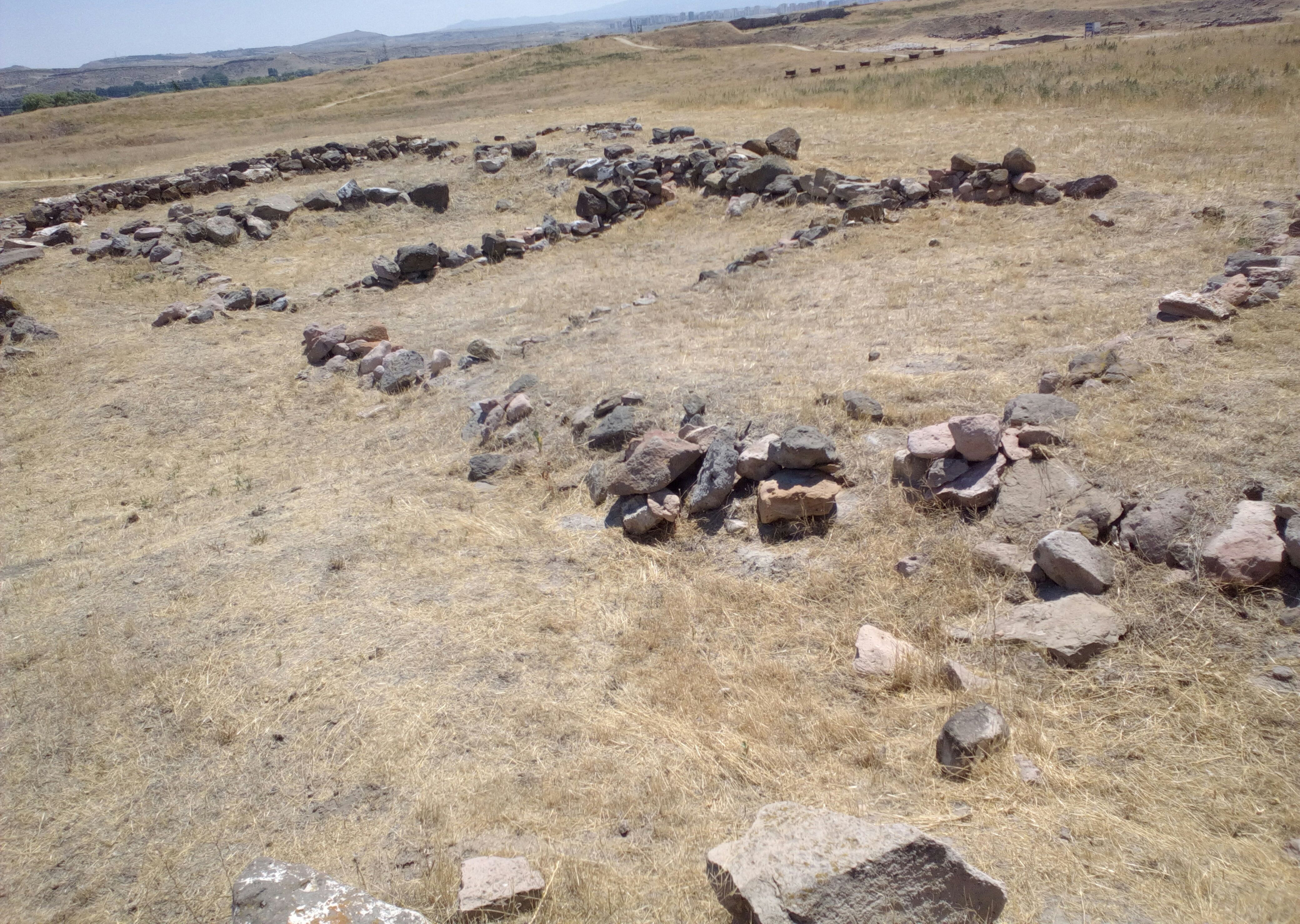
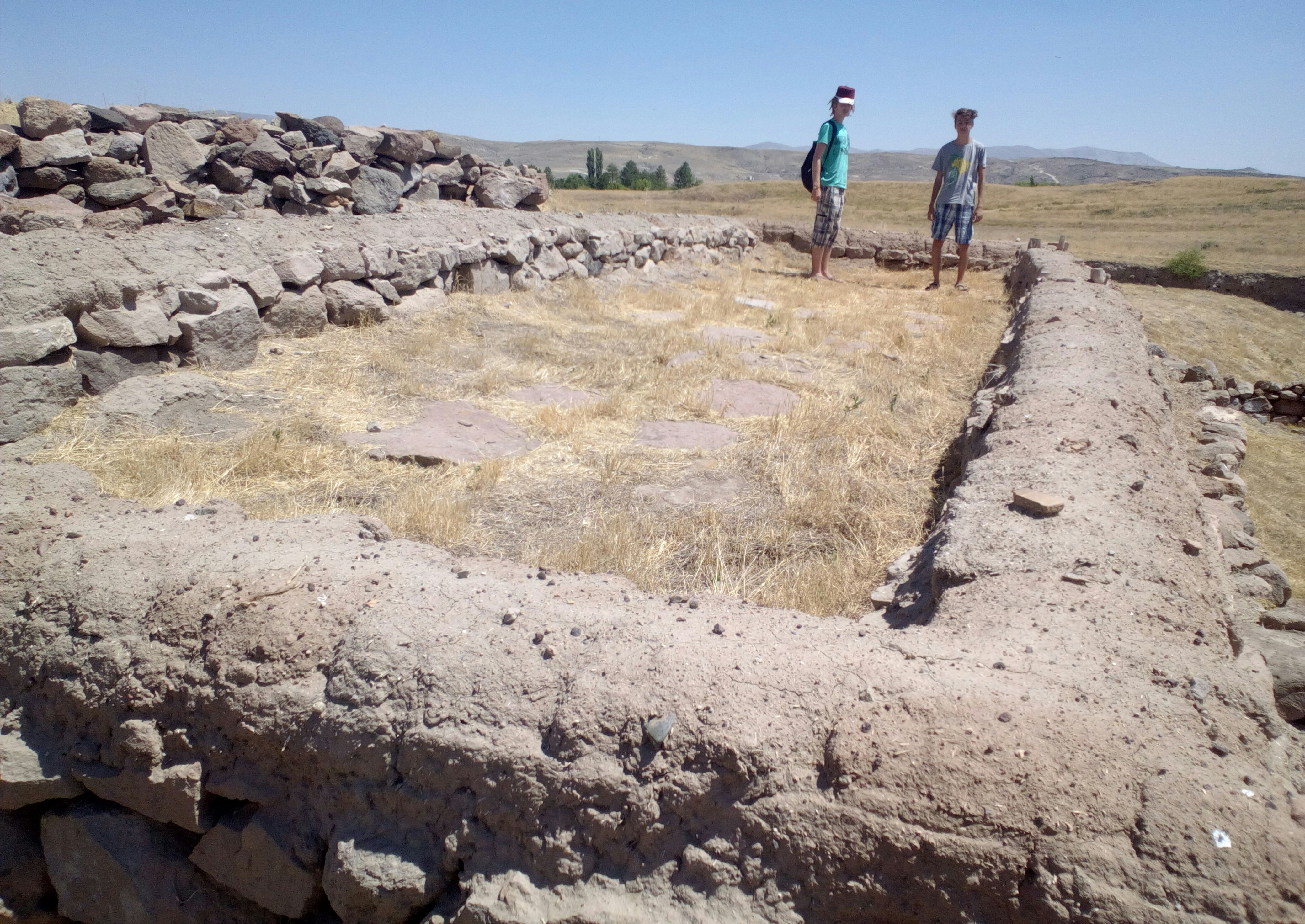
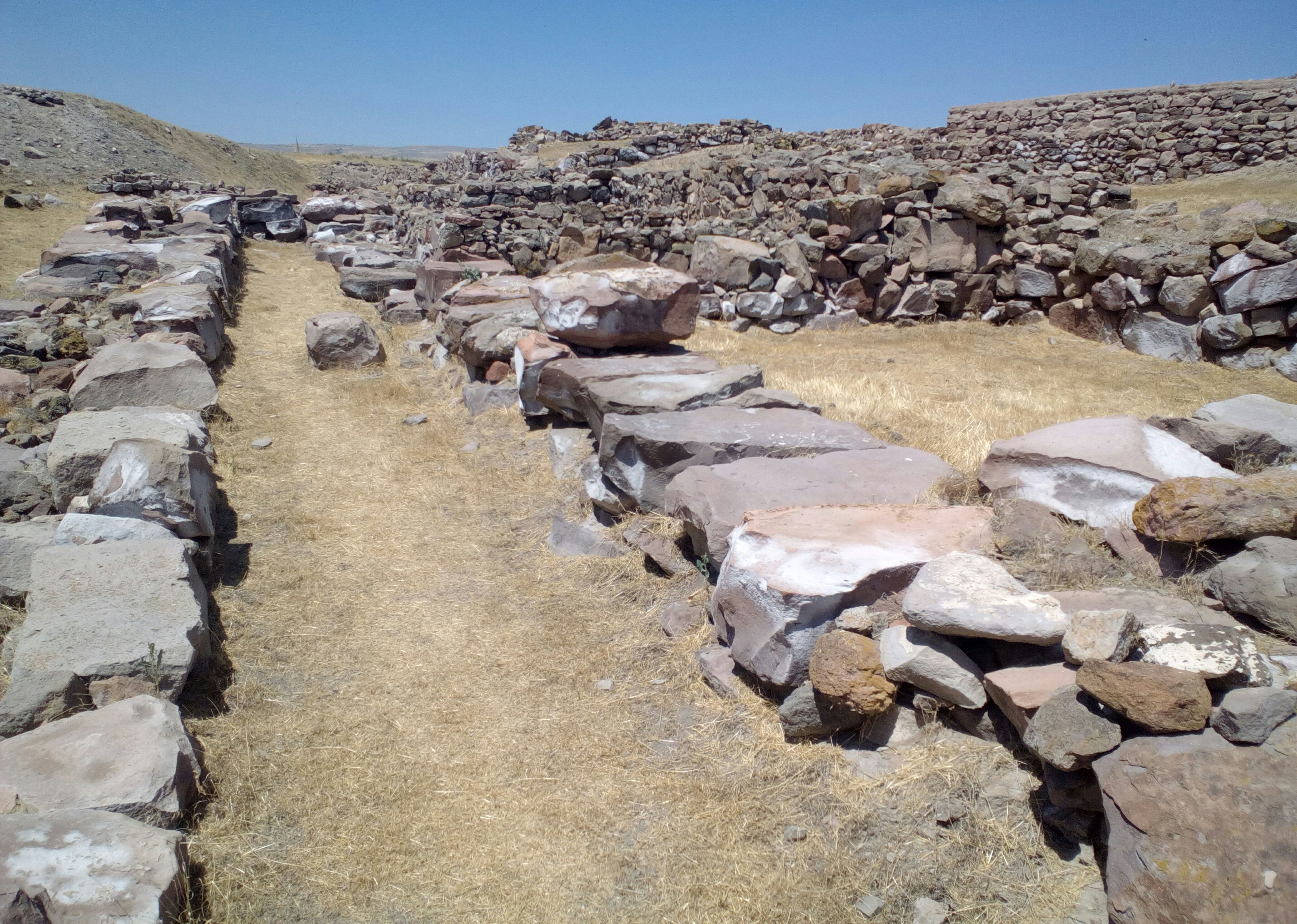
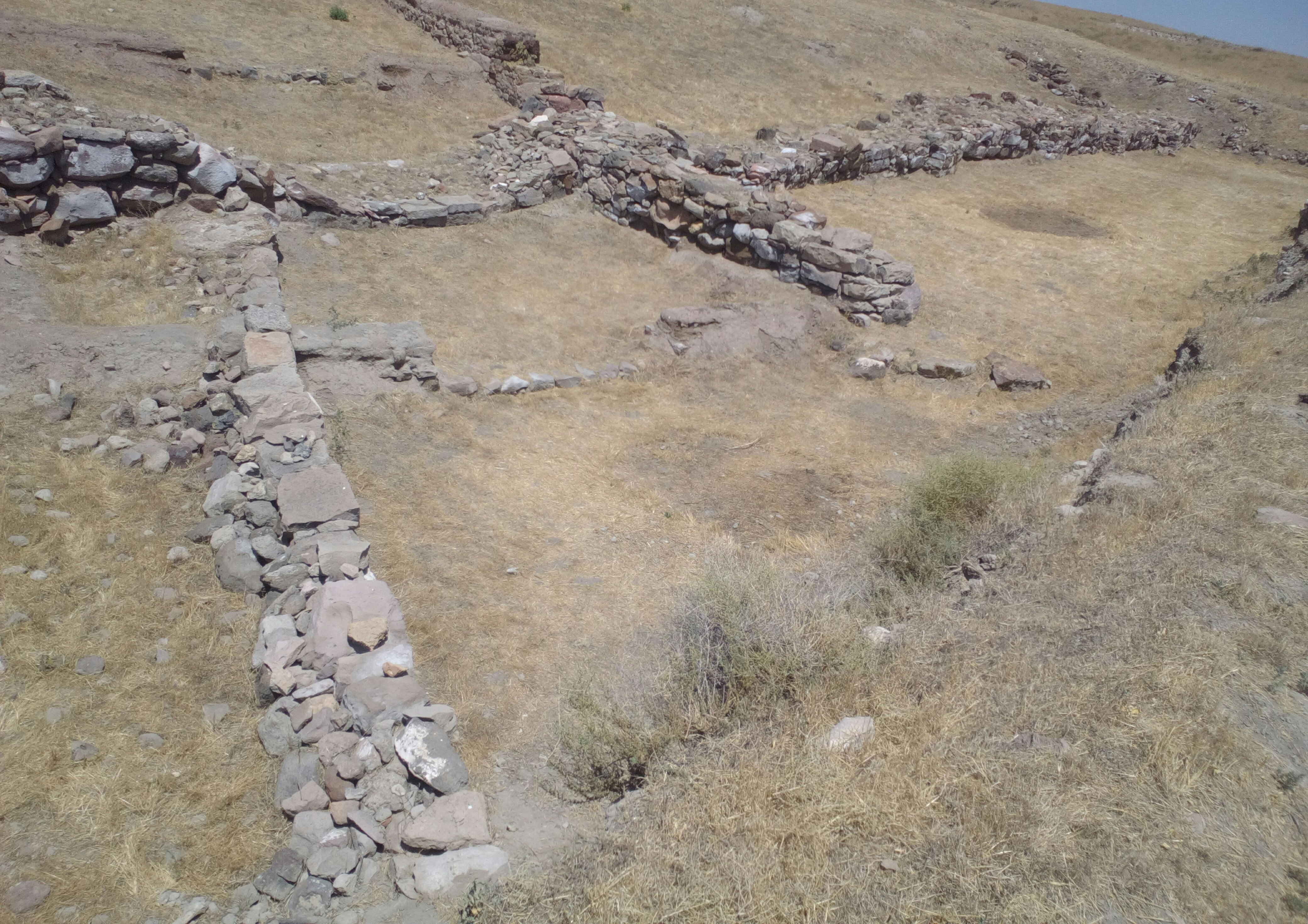

## Kronológia

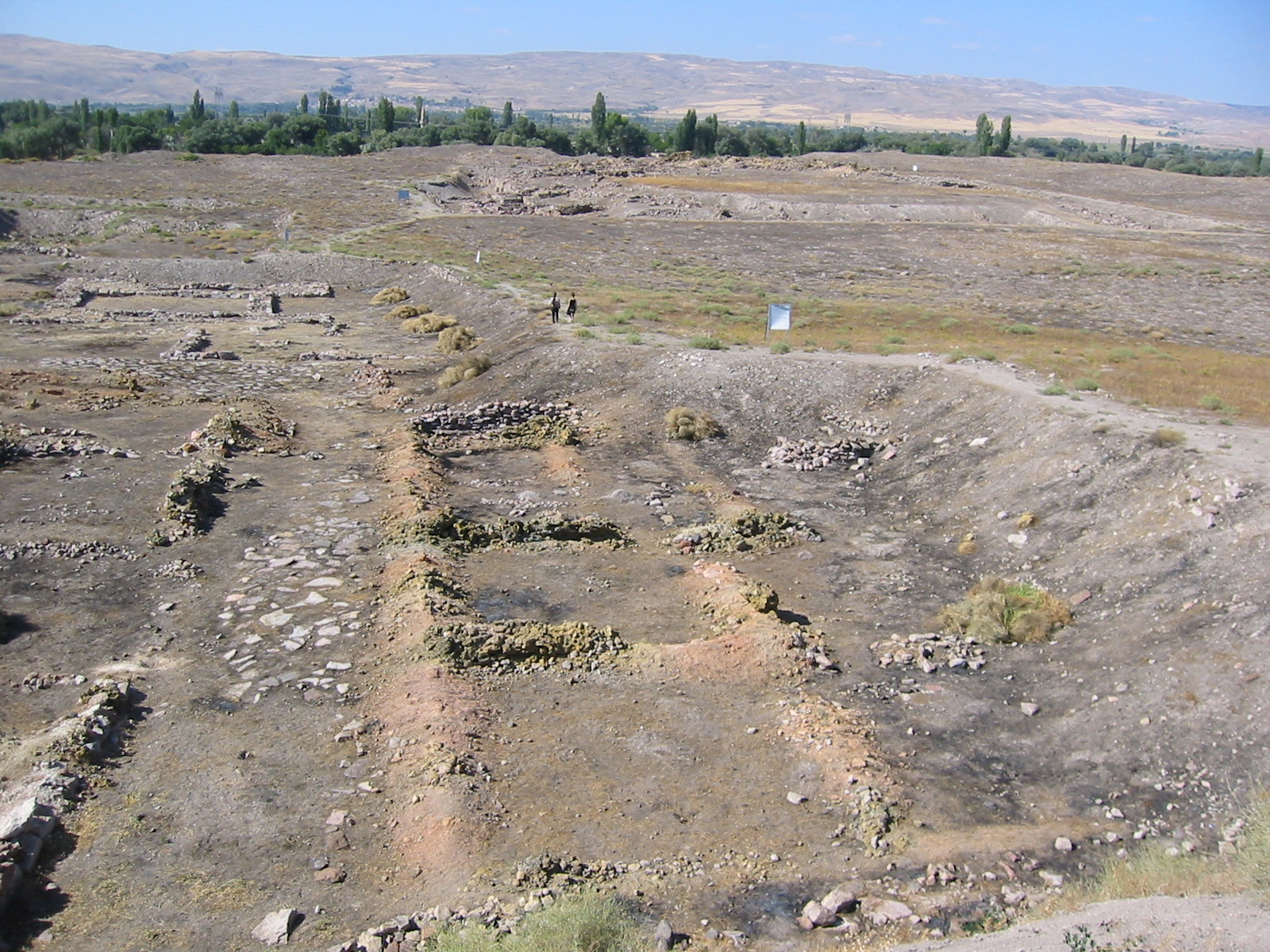
Kanisi épületalapok

- I. e. 2100 – 2050 Kárum IV. (Kanis X.)
- I. e. 2050 – 2000 Kárum III. (Kanis IX.)
- I. e. 2000 – 1800 a település virágkora Kárum II. (Kanis VIII.)
- I. e. 1800 – 1740 virágzó város Kárum Ib. (Kanis VII.)
- I. e. 1740 – 1700 a hanyatlás kora Kárum Ia. (Kanis VI.)
- korai hettita város, a név etimológiája: Karum-Kanis → Karkanesz → Kanesza → Nesza

## Régészeti leletek
Az ásatásokon talált ékírásos táblák, az úgynevezett kappadókiai táblák, az óasszír mellett egy sokáig ismeretlen nyelven íródtak. Ezt Bedřich Hrozný indoeurópaiként azonosította, és ma ezt a nyelvet hettinának nevezik. (Ma már tudjuk, hogy ez a nyelv a hettita nyelvek egyike, a neszai.) 1984-ben az ásatásokat újrakezdték. S Tahsin Özgüç és Nimet Özgüç török régészek számos további asszír és hettita nyelven írott táblát találtak.
A település egy fennsíkon fekszik, ahol a citadellás felsővároshoz csatlakozik a kárum. Tizennyolc építési fázis különíthető el, ebből az óasszír kereskedelem korához a X–VI. rétegek köthetők. Az akkád, szíriai és mezopotámiai kereskedelem nyomai az i. e. 2250–2000 körüli időkre datálható XIII–XI. rétegekben is megvannak, ezek pecsétnyomók, ékszerek és jellegzetes kerámiák.
A Karum-IV. réteg (Kanis X) az i. e. 21. században képződött, rövid lakott periódus, a Karum-III. réteg (Kanis IX) szintén. Nemzetközi kapcsolatai már voltak, a kerámialeletek szíriai hatást mutatnak, embertani vizsgálatok alapján a lakosságban mezopotámiai származásúak is lehettek, de e két rétegből semmilyen írott dokumentum nem került elő.
Kanis történetének legjelentősebb szakasza a Karum-II. réteg. A citadella erődítményén belül a nyugati és déli oldalon több nagyméretű lakóépület, palota állt. Új városfal épült, amely kettős vonalú, kazettás szerkezetű fal, nagyméretű kőtömbökből készült, tornyok tagolják; összességében a hattuszaszi városfalakhoz hasonló. A település területében is kiterjedt, a falak négy kilométer átmérőjű térséget zárnak közre.
A lakóházak általában kétszintes, kőalapokra ácsolt gerendaszerkezetűek, amelyeket agyagtéglákkal erősítettek. Alaprajzuk szabálytalan. Az úthálózat a spontán létesülő településekre jellemzően szintén szabálytalan, de az utak egy részét lekövezték és a közepükön széles vízelvezető árkokat alakítottak ki. Egyes esetekben az épületek funkciójára is következtetni lehet, így vendéglők, műhelyek és boltok is ismertek.
E rétegben jelennek meg az agyagtáblák, amelyeken az egymás közti, és a helyi hatóságokkal folytatott levelezések maradtak fenn. Ezek kizárólag akkád nyelvűek, és ezek alapján Nesza öt kerületének etnikuma is megállapítható. Kettőben szinte kizárólag asszírok laktak, kettőben vegyes, egyben pedig helyi származású lakosság élt.
A II. és Ib. réteget rövid, de vitatott időtartamú lakatlan periódus választja el egymástól. A szélső értékek a 8 éves és 50 éves becslések. Az Ib. szinten kevesebb agyagtábla került elő, az addig nem ismert sírkövek és sztélék is megjelennek, de összességében még hasonlít a II. rétegre. Az Ib-periódusban újabb palotát emeltek. Ennek a palotának a dendrokronológia eszközével megállapított legrégebbi gerendáját i. e. 1832-ben kivágott fából faragták, majd i. e. 1810-ben és i. e. 1774-ben kivágott fákból készített gerendákkal újították fel. Ugyanitt találták meg a központi raktárépületet, a palotagazdaság egyik fontos elemét, valamint két templomot is. Mindkét agyagtáblás réteg (II. és Ib.) tűzvésszel ért véget, a mindennapi tevékenység félbeszakadásának nyomai is felismerhetők, ezért mindkét esemény gyors lefolyású volt. De nem váratlan, mert a lakosság számára értéket jelentő tárgyak és nemesfémek nem kerültek elő, ezért ezeknek korábbi kimentése feltehető. Az Ia. rétegben viszont már nincs nyoma a kereskedelemnek és a megrongálódott épületeknek csak kis részét állították helyre. A citadella templomai megmaradtak, amit „Anittasz tőrének” (ami egyébként inkább dárdahegy) itteni előkerülése bizonyít.

## Vallás
Kanisban valószínűleg a napisten, Sziusz tisztelete terjedt el. A Sziusz név azonban kizárólag egy helyről, Anittasz proklamációjából ismert. Bizonytalan, hogy a DŠi-i-uš vagy DŠi-ú-šum jelcsoport egyszerűen Sziuszunk jelentésű, vagy a mi istenünk lenne a pontosabb fordítás, a Sziusz kifejezést általánosan istenként értelmezve. Az isten szobrát a hettita hódítás után Zalpuwába vitték, ahonnan csak Anittasz uralkodása alatt került vissza. Sziusz kultusza a későbbi időkből nem ismert.